# ハムザ・サーレハ
ハムザ・サーレハ（Hamzah Saleh、1969年4月19日 - ）は、サウジアラビアの元サッカー選手。元サウジアラビア代表。ポジションはミッドフィールダー。

## 来歴
1992年にサウジアラビア代表デビュー。サウジアラビアとして初出場となった1994 FIFAワールドカップでは3試合に出場、ベスト16となった。1998 FIFAワールドカップにも3試合に出場した。サウジアラビア代表で通算40試合に出場、1得点をあげた。

## 代表歴

### 出場大会
- サウジアラビア代表
  - 1994 FIFAワールドカップ
  - 1998 FIFAワールドカップ

### 試合数
- 国際Aマッチ 40試合 1得点（1992年-1998年）[1]

| サウジアラビア代表 | 国際Aマッチ | 国際Aマッチ |
| 年                 | 出場        | 得点        |
| ------------------ | ----------- | ----------- |
| 1992               | 2           | 0           |
| 1993               | 5           | 0           |
| 1994               | 20          | 1           |
| 1995               | 2           | 0           |
| 1996               | 0           | 0           |
| 1997               | 1           | 0           |
| 1998               | 10          | 0           |
| 通算               | 40          | 1           |